# Дева (стадион)
«Дева Стэдиум» (англ. Deva Stadium) — стадион в Честере, графство Чешир, Англия. Построен в 1992 году для проведения домашних матчей клуба «Честер Сити», в настоящее время является домашним полем клуба-преемника «Честер».
Стадион примечателен тем, что находится на англо-валлийской границе: поле находится на территории Уэльса, а главный вход и офис клуба — в Англии.

## История
После того, как «Честер Сити» в марте 1990 был куплен новыми владельцами, было объявлено, что старый стадион на Силенд Роуд будет разобран для строительства на его месте супермаркета, а новая арена будет построена на Бамперс Лейн. Старый стадион был закрыт после окончания сезона 89/90, и «Честер Сити» был вынужден два сезона проводить домашние матчи в Маклсфилде.
Строительство новой арены было начато только в январе 1992, однако сезон 1992/1993 «Честер Сити» начинал уже на новом стадионе.
Дева стал первым стадионом в Англии полностью соответствующим новым требованиям безопасности, которые были ужесточены после пожара на стадионе «Вэлли Пэрейд» в 1985 году и трагедии на «Хиллсборо» в 1989 году.
Официальное открытие стадиона состоялось 24 августа 1992, на следующий день стадион принял первый матч. «Честер Сити» принимал «Стокпорт Каунти» в рамках Кубка Лиги и уступил 1-2. В августе 2002 состоялся выставочный матч, посвященный 10-летию стадиона.
С 2004 по 2007 в рекламных целях стадион носил название «Сандерс Хонда», а позже — «Честриан Трейдинг Стэдиум».
В феврале 2010 клуб валлийской Премьер-Лиги «Нью-Сейнтс», испытывавший проблемы со своим стадионом, формально договорился о аренде стадиона для своих матчей на следующий сезон. В конце концов, сделка все же не состоялась.
В марте 2010 «Честер Сити» был признан банкротом и ликвидирован, таким образом, стадион остался без арендатора. В мае 2010 года владельцы стадиона — Совет Честера и Западного Чешира, предоставили арендный договор возрожденному под названием «Честер» клубу. Первый официальный матч «Честера» на Дева Стэдиум состоялся в 8 сентября 2010 года и завершился разгромной победой хозяев над клубом «Траффорд» 6-0.

## Название
Оригинальное название стадиона взято по имени римского форта Дева Виктрикс, возведенного легионерами на месте нынешнего города Честер в 70-х годах нашей эры.
Начиная с лета 2010 в течение 3 лет Дева Стэдиум носил имя 'Экзакта Стэдиум' согласно спонсорскому соглашению. 5 ноября 2013 в рамках нового двухлетнего спонсорского соглашения стадион получил название 'Суонсвэй Честер Стэдиум'.

## Трибуны

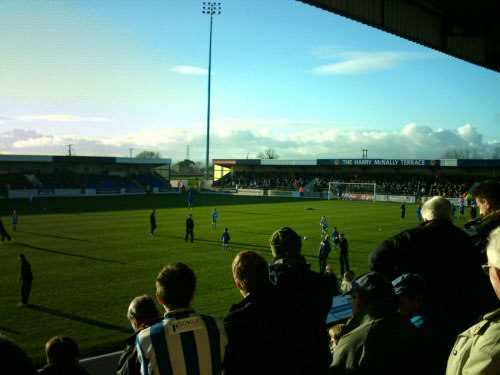
Deva Stadium

Изначально стадион вмещал 6012 зрителей, однако после оборудования гостевой трибуны сидениями в 2007 году вместимость уменьшилась до примерно 5400 мест. В целях безопасности вместимость уменьшена до 5126 мест.
- Рекордная посещаемость официального матча — 5987 в игре против «Скарборо» 17 апреля 2004.[4]
- Рекордная посещаемость после переоборудования гостевой трибуны — 5009 в игре против «Нортвич Виктория» 9 апреля 2012.[5]

Стадион разделен на 3 сидячие и 1 стоячую трибуны, которые называются следующим образом: Главная трибуна, трибуна Гарри МакНелли (обе — домашние), Западная трибуна (гостевая и домашняя), Южная трибуна (гостевая). Трибуна МакНелли (ранее — Северная трибуна) получила имя в честь одного из самых успешных тренеров в истории «Честер Сити», умершего в 2004.